# Erik Espinosa
Erik Osbaldo Espinosa Delgadillo (Guadalajara, 13 gennaio 1980) è un ex calciatore messicano, di ruolo centrocampista.

## Carriera

### Club
Ha giocato nel Toluca e nel Veracruz prima di passare all'Alacranes de Durango

### Nazionale
Ha collezionato una presenza nella Nazionale messicana: fu alla CONCACAF Gold Cup del 2002, dove ha giocato nella vittoria per 1-0 contro l'El Salvador.

## Palmarès

### Club

#### Competizioni nazionali
- Campionato messicano: 4

Toluca: Verano 2000, Apertura 2002, Apertura 2005, Apertura 2008
- Campeón de Campeones: 2

Toluca: 2003, 2006

#### Competizioni internazionali
- CONCACAF Champions League: 1

Toluca: 2003